# 그륀발데어 슈타디온
슈테티셰스 안 데어 그륀발데어 슈트라세(Städtisches Stadion an der Grünwalder Straße)는 흔히 그륀발데어 슈타디온(Grünwalder Stadion), 제히츠거 슈타디온(Sechzger Stadion)으로 알려진 독일 뮌헨의 종합 경기장이다. 이 경기장은 1911년에 지어졌으며, 1995년까지 TSV 1860 뮌헨의 경기장으로 사용되었다. 지역 라이벌 FC 바이에른 뮌헨 또한 이 경기장을 1926년에서 1972년까지 사용하였고, 이후에 새로 건설된 올림피아슈타디온으로 홈구장을 옮겼다. 현재, 이곳은 TSV 1860 뮌헨과 FC 바이에른 뮌헨의 리저브 팀과 U-19팀의 홈구장으로 사용된다. 최대 관중이 기록된 때는 1948년으로 TSV 1860 뮌헨과 1. FC 뉘른베르크와의 경기에 58,560명이 웅집하였다.